# Et fremmeligt Barn
Et fremmeligt Barn er en dansk stumfilm fra 1917, der er instrueret af Lau Lauritzen Sr. efter manuskript af Alfred Kjerulf.

## Handling
Denne artikel mangler et handlingsreferat. Hjælp os med at skrive det.

## Medvirkende
- Marius Berggren - Rentier Lemberg
- Frederik Buch - Klaus, Lembergs søn
- Agnes Seemann - Rosalie Rose
- Astrid Krygell
- Kate Fabian
- Johanne Krum-Hunderup
- Axel Boesen
- Betzy Kofoed
- Carl Schenstrøm
- Doris Langkilde